# Roberto D'Aubuisson
Roberto D'Aubuisson Arrieta (23 de agosto de 1944 - 20 de fevereiro de 1992) foi um major do Exército de El Salvador e um líder político que fundou a Aliança Republicana Nacionalista (ARENA), partido que liderou de 1980 a 1985. Era conhecido como "Chele" e foi considerado um líder dos esquadrões da morte de direita que torturaram e mataram milhares de civis, antes e durante a Guerra Civil de El Salvador. Para os presos políticos, era conhecido como "Bob Maçarico", devido ao seu uso frequente de um maçarico em sessões de interrogatório, além de ter mandado matar Dom Oscar Romero .